# Forcipomyia serridentata
Forcipomyia serridentata är en tvåvingeart som beskrevs av Debenham 1983. Forcipomyia serridentata ingår i släktet Forcipomyia och familjen svidknott. Inga underarter finns listade i Catalogue of Life.